# ГАЗ-А

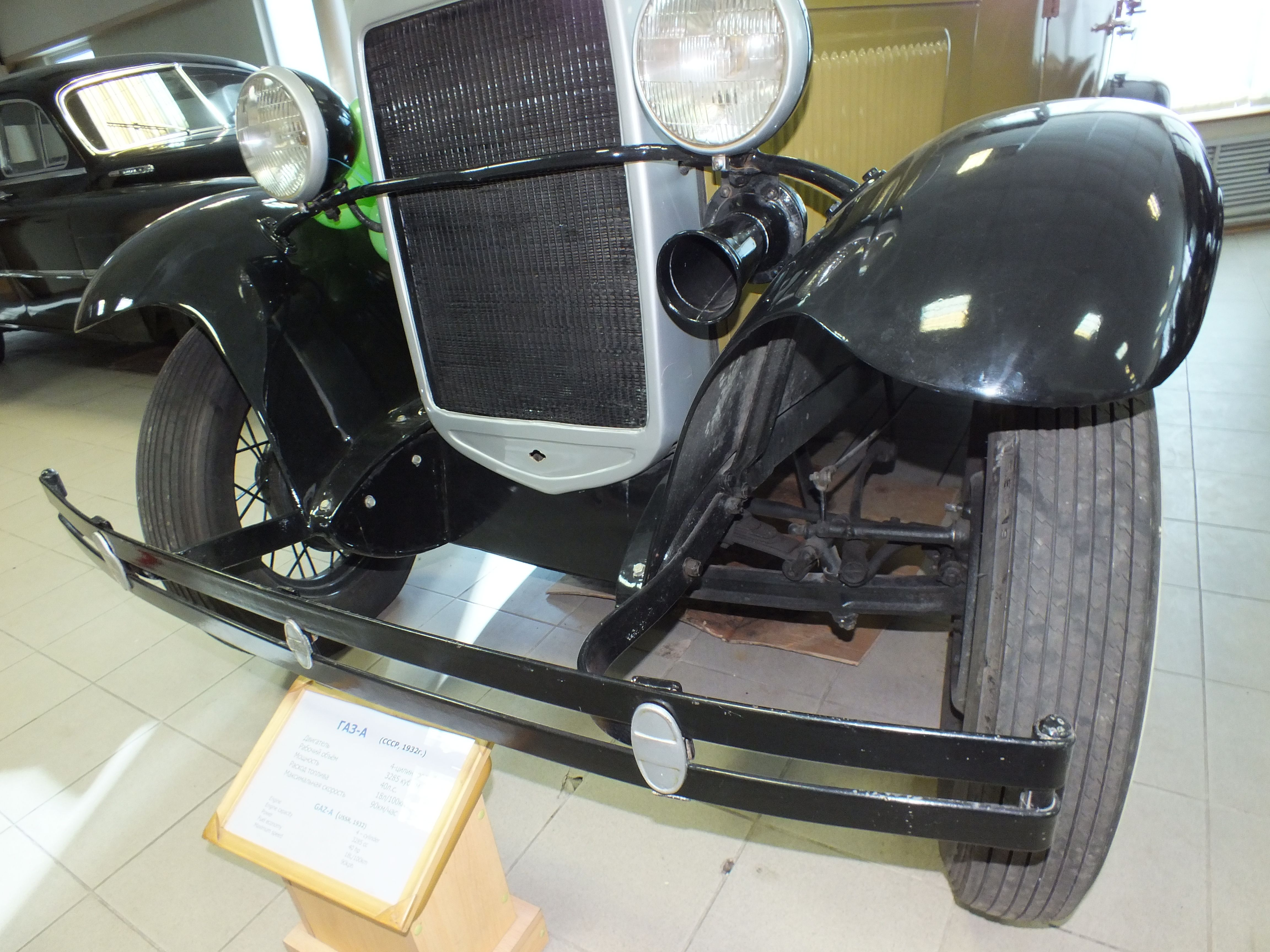
Передний мост на поперечной полуэллиптической рессоре

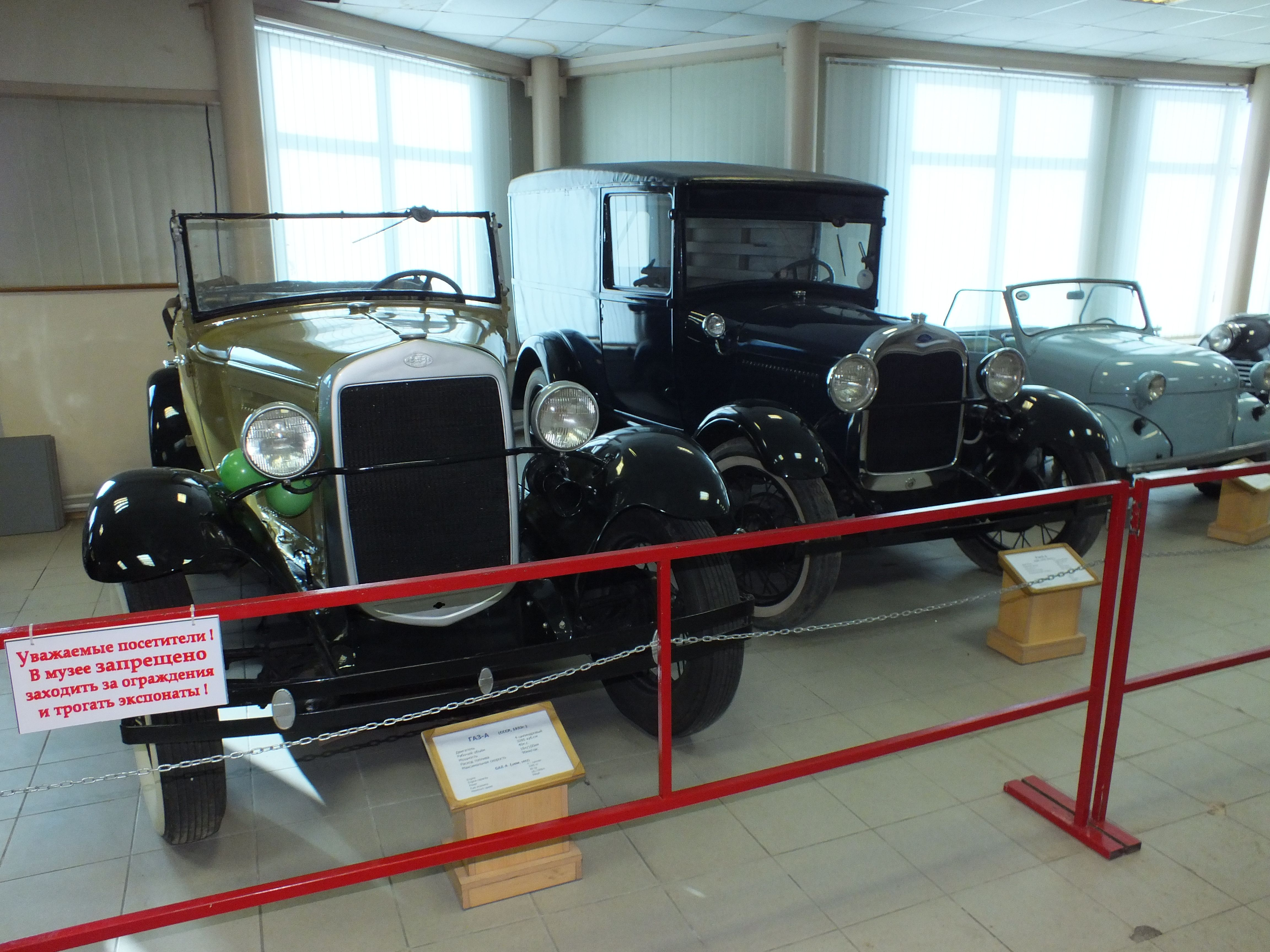
ГАЗ-А (слева) и Ford model A ранней модели (справа) во Владивостокском музее автомотостарины

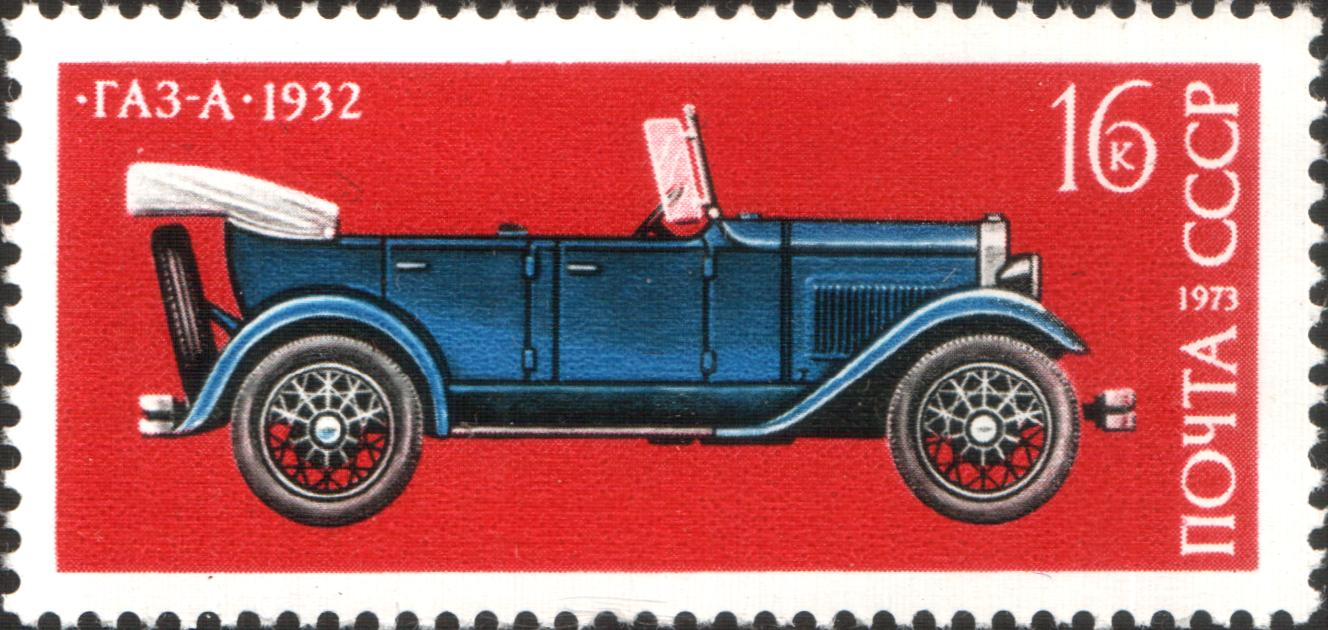
Легковой автомобиль ГАЗ-А, 1932. Почтовая марка СССР (1973)

ГАЗ-А — советский автомобиль среднего класса с открытым 5-местным 4-дверным кузовом типа фаэтон. Лицензионная копия автомобиля Ford-A, оборудование и документация на производство которого были куплены советским правительством в США в 1929 году у Ford Motor Company. Представляет собой I поколение автомобилей Горьковского автомобильного завода.
Первый советский легковой автомобиль массовой конвейерной сборки. Выпускался с 1932 по 1936 год на Горьковском автомобильном заводе и с 1933 по 1935 год на московском заводе КИМ. Первые две машины были собраны 8 декабря 1932 года. Всего было выпущено 41 917 машин.

## Описание
Первой легковой моделью Горьковского автомобильного завода стала лицензионная копия. В 1929 г. СССР купил у американского концерна Ford документы и оборудование на выпуск модели Ford Model A, которая уже пару лет производилась в США. Однако Советский Союз смог наладить сборку автомобиля на предприятии в Горьком лишь к 1932-му, когда американцы уже почти год как не выпускали Ford Model A.
ГАЗ-А в целом соответствовал Ford Model A Standard Phaeton (код кузова 35B) в модернизированном варианте 1930—31 модельных годов (ближе всего к варианту, выпускавшемуся после октября 1930 года, когда произошёл переход к цельным грязевым щиткам над подножками, и до мая 1931, когда была изменена конструкция системы питания двигателя, с переносом колбы фильтра грубой очистки топлива на карбюратор, а топливного крана — из салона в подкапотное пространство, что устранило унаследованный ГАЗ-А дефект, связанный с подтеканием бензина в салон через изношенный краник), хотя и с целым рядом незначительных изменений.
Внешне от фордовского оригинала он отличался в первую очередь оформлением передка: на советском автомобиле использовалась имеющая упрощённую форму и отделку маска радиатора без декоративной решётки, унифицированная с грузовым Ford AA / ГАЗ-АА.
Краткое описание конструкции:
- Конструкция автомобиля рамная, рама из двух лонжеронов, связанных поперечными балками.
- Сцепление — однодисковое, сухое.
- Коробка передач — трёхступенчатая, три скорости вперёд и одна — назад.
- Главная передача на задний мост — пара конических шестерён со спиральными зубьями. Передаточное число главной передачи — 3,77[5].
- Подвеска и передней, и задней оси — зависимая, на поперечных рессорах, с 4 гидравлическими амортизаторами коловратного типа одностороннего действия (роторные, системы Houdaille).
- Шины — 5,50-19 дюймов, колёса с трёхрядными металлическими спицами.
- Тормоза колодочные, с механическим приводом. Стояночный тормоз — ленточный, на заднюю ось.
- Радиус поворота — 5,5 м

## Модификации и специальные автомобили на базе ГАЗ-А
- ГАЗ-6 («Пионер», «Фордор») — модификация на базе ГАЗ-А с закрытым четырёхдверным кузовом «седан». ГАЗ-6 изготавливался малыми партиями в 1934—1936 годах и представлял собой вариант специализированного такси на его базе. Это первый советский серийный легковой автомобиль с закрытым кузовом.[6]

Уже вскоре после того, как автомобили марки ГАЗ-А стали поступать потребителям, выяснилась малая пригодность открытого кузова «фаэтон» для эксплуатации даже в регионах с умеренным климатом, не говоря уже о северных. Особенно неудобны открытые автомобили без багажника оказались для работы в такси крупных городов, низкая их комфортабельность вызывала нарекания также и у сотрудников партийных и государственных органов, получивших ГАЗ-А в качестве служебных машин. В результате 21 августа 1933 года вышло постановление Совнаркома об обеспечении всех выпускаемых легковых автомобилей закрытыми кузовами.
Между тем, исполнение его в отношении ГАЗ-А оказалось далеко не простым делом, причём заключённый с американской стороной Договор о технической помощи помогал мало, поскольку сама фирма «Форд» на тот момент не занималась выпуском закрытых четырёхдверных кузовов, вместо этого заказывая их у сторонних кузовных ателье Murray и Briggs. В результате Горьковскому заводу пришлось разрабатывать закрытый кузов полностью самостоятельно, хотя и с оглядкой на Ford Model A Fordor Sedan (заводское обозначение 155/165) и, в особенности, двухдверный Tudor Sedan (55B), документация на который была передана вместе с чертежами фаэтона. Проектирование его было поручено конструктору Юрию Наумовичу Сорочкину.
За основу закрытого кузова была взята кабина от грузовика ГАЗ-АА, включая проём лобового стекла с козырьком и имевшие цельнометаллическую конструкцию двери. Задняя часть кузова была спроектирована по её образцу, причём крышу пришлось выполнить в виде деревянного каркаса с обтяжкой брезентом — технологические возможности завода ещё не позволяли штамповать металлические детали такого размера. Технология изготовления автомобиля вообще была полукустарной — так, из-за отсутствия штампов заднюю часть кузова сваривали из нескольких деталей, полученных выколоткой на деревянных оправках с использованием ручного пневмоинструмента и последующей подгонкой по месту. Это делало производство медленным и значительно увеличивало себестоимость автомобиля, что не позволило ему получить широкое распространение.
Первые семь автомобилей ГАЗ-6 были изготовлены в 1934 году. Впоследствии была налажен малосерийный выпуск силами экспериментального кузовного цеха ГАЗа, в ходе которого было собрано всего 60 автомобилей, большая часть из которых осталась в Горьком и работала в таксомоторных парках или государственных организациях в качестве служебных автомобилей.
Стоит отметить, что в США проблема сложности в производстве и более высокой себестоимости закрытого кузова решалась за счёт значительно повышенной относительно фаэтона розничной стоимости седана (Ford Model A Phaeton стоил порядка 500 $, Town Sedan — более 1000 $), то есть, издержки на более сложный производственный процесс оплачивались потребителем из своего кармана — причём, как уже указывалось, сам «Форд» не занимался производством закрытых кузовов, а заказывал их у своих партнёров.
- ГАЗ-4 — модификация с грузопассажирским кузовом пикап грузоподъёмностью 500 кг. Автомобиль был оснащён кабиной от грузовика ГАЗ-АА, запасное колесо размещалось в нише на левом крыле. Грузовая платформа — 1,6 на 1,1 м. Выпускался в 1934—1936 годах. Выпущено свыше 10,5 тыс. (по некоторым данным, 10 648 шт.) пикапов ГАЗ-4.
- ГАЗ-А-Аэро — опытный автомобиль с аэродинамически чистым обтекаемым кузовом на шасси ГАЗ-А. Создан в 1934 году инженером А. О. Никитиным.
- ГАЗ-А-Аремкуз (оригинальное название ГАЗ-А-Лимузин) — специальная модификация для работы в такси, выпускалась на московском авторемонтно-кузовном заводе «Аремкуз» в 1934—1935 годах на основе шасси отходивших своё таксомоторов, поступавших для капитального ремонта. Автомобиль-такси оснащался закрытым кузовом с внутренней перегородкой, отделявшей водителя от пассажирского салона. В отличие от ГАЗ-3 и ГАЗ-6, имевших практически полностью металлический кузов, продукция «Аремкуза» имела композитный деревометаллический кузов, с деревянным каркасом и обшивкой из тонких металлических листов, менее прогрессивный, но более целесообразный для полукустарных условий производства на сравнительно небольшом предприятии. Существовало как минимум два отличающихся друг от друга варианта внешнего оформления, один из них имел оригинальную форму с покатой задней стенкой. Качество изготовления кузова было очень высоким, в частности, кузовные панели были подогнаны даже лучше, чем у заводских автомобилей. Длина модификации достигала 4286 мм, высота — 1720 мм, снаряженная масса — 1350 кг. Выпущено около 500 штук.[7][8]
- Такси — в 1936 году на ГАЗе был разработан специализированный таксомотор на базе ГАЗ-А. Отличался от базовой модели багажной решёткой на задней стенке кузова, переносом запасного колеса на левое переднее крыло, фонарём «Свободен». Серийно не производился.
- На базе ГАЗ-А изготавливали несколько типов карет скорой помощи с оригинальным дизайном кузова, включая облицовку передка.
- На шасси ГАЗ-А строились легкие бронеавтомобили Д-8 и Д-12.
- В 1933—1934 гг. на основе ГАЗ-А были разработаны трехосные (ГАЗ-ТК, ГАЗ-АААА) и полугусеничная (ГАЗ-А-Кегресс) машины.
- В 1935 г. в частях ВВС РККА испытывалась пожарная машина на базе ГАЗ-А, разработанная НАТИ, с водяным насосом и коробами для хранения пожарных рукавов.

## Интересные факты
- ГАЗ-А был самым массовым штабным автомобилем Красной армии 1930-х годов. На ГАЗ-А монтировалась, в частности, коротковолновая штабная радиостанция 5-АК[9].[нет в источнике]
- Есть городская легенда, что в Ленинграде и Москве эксплуатация ГАЗ-А была запрещена после 1936 года, а малочисленным автовладельцам предписывалось сдать ГАЗ-А государству и с доплатой приобрести новый ГАЗ-М-1, делалось это по причинам устаревшей конструкции ГАЗ-А к 1936 году и неблаговидности появления автомобиля старой конструкции в крупном городе[10].[нет в источнике]